# Arcidiecéze Bangui
Arcidiecéze Bangui je metropolitní arcidiecéze ve Středoafrické republice s katedrálou Neposkvrněného Početí Panny Marie v hlavním městě Bangui, v níž papež František zahájil mimořádný Svatý rok Božího milosrdenství, když zde 29. listopadu 2015, během své africké cesty osobně otevřel první Svatou bránu a tak z Bangui učinil "duchovní hlavní město světa". Na závěr tohoto Svatého roku pak jmenoval arcibiskupa Dieudonného Nzapalaingu prvním středoafrickým kardinálem.